# Regne de Mustang
|  | Per a altres significats vegeu Mustang. |

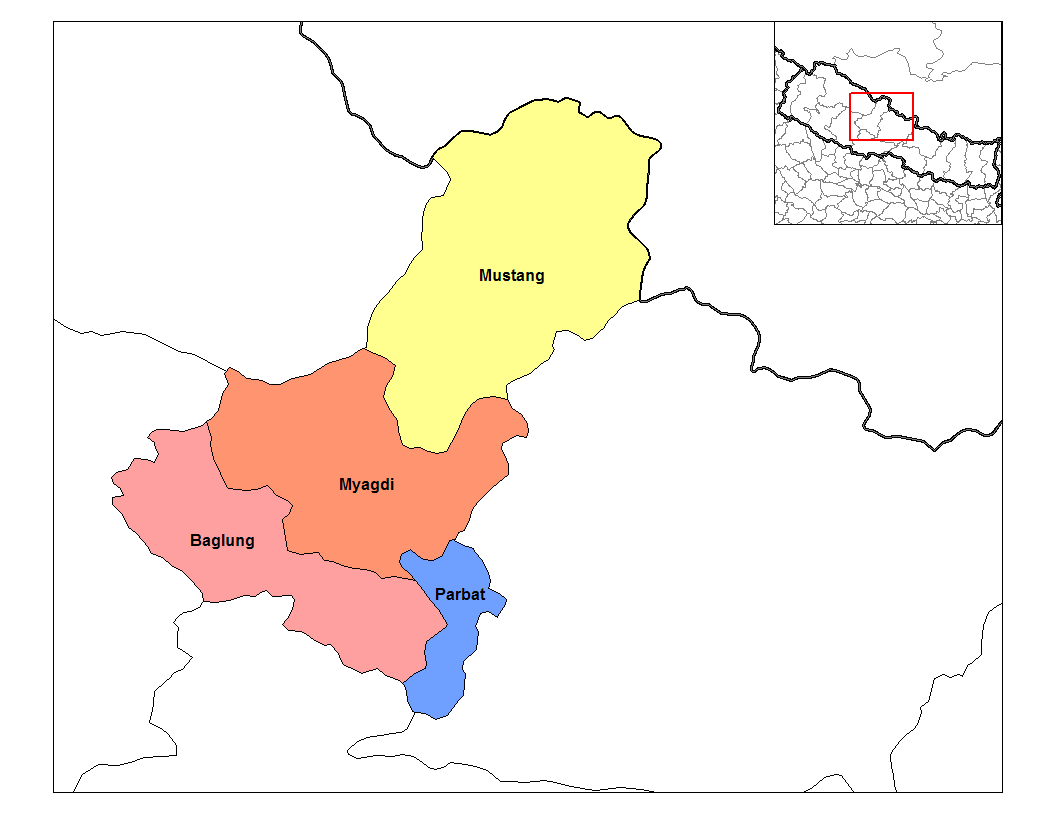
Situació del Regne de Mustang

El Regne de Mustang fou un estat feudatari del rei de Nepal, situat al nord-oest del país, a la frontera amb el Tibet. És format per només tres ciutats, entre les quals hi ha Lo Mantang, la capital, i vint-i-quatre viles menors, i a més vuit monestirs. Des de 2008 la condició de regne fou abolida pel govern de Nepal, si bé l'aïllament del país ha fet que això no suposés cap canvi radical en la vida de la gent. El rei continua vivint tradicionalment sense portar el títol.
El regne es diu en realitat Mastang i el seu sobirà va esdevenir vassall del rei de Nepal i de Tibet el 1795. El rei és tibetà i té el títol de raja (en llengua nepalesa) i de Lo Gyelpo (rei de Lo) en tibetà. El govern és en mans de set famílies que són les úniques amb dret a emparentar amb la casa reial.
A començaments del segle xx era rei Jamian Pelbar que va morir el 1905 i el va succeir Angun Tenzing Trandul. Després de la revolució de 1947 va abdicar i el va succeir el seu fill Angdu Nyingpo que va morir prematurament el 1958 i llavors el pare va tornar al tron, per abdicar el 1964 poc abans de morir, en l'altre fill Jigme Dorje Trandul (Jigme Pelbar Bista), nascut el 1930, que fou el sobirà 26è.

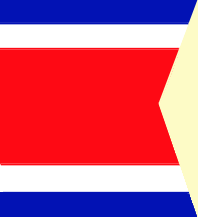
Bandera de Mustang. possibe bandera dinàstica
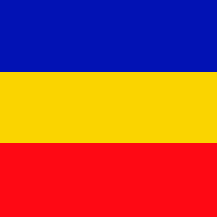
Bandera religiosa de Mustang